# Dustards
«Dustards» — український документальний road movie режиссера Станіслава Гуренко про мотоподорож західною Україною.
Фільм «Dustards» — це розповідь про діалог людини з природою, про цінності чоловічої дружби, про вибір і про те, що подорож, навіть найкоротша, змінює людину назавжди.
Вихід у прокат в Україні — 20 квітня 2017 року.

## Про фільм
Історія фільму почалася літом 2015 року, коли четверо друзів і невелика знімальна група вирушили пізнавати повний чарівності і неймовірної краси світ диких Карпат.
|                                    | Дощ, спека, пил, втома, брак сну і т. д. — все це мала частина того, що було в нашій подорожі. Але ті емоції, які особисто я пережив і продовжував відчувати, працюючи над фільмом, для мене стали головною мотивацією і натхненням для роботи. І ще мені здається, що кожна людина, що живе в Україні і за її межами, повинна знати, на якій дивовижній землі ми живемо. |
| — режисер фільму Станіслав Гуренко | |

Окрім чотирьох друзів, повноправними акторами стрічки стали чотири модифікованих мотоцикли: Honda CX500 1982 року, Yamaha XS750 1978 року, BMW R100 1986 року і HondaMagna.
Своє завдання творці стрічки бачать у тому, щоб кожен глядач фільму після його перегляду відчув незбориме бажання вийти з дому і вирушити в мандри — чи-то в дорогу, чи-то на пошуки самого себе.

## Цікаві факти
- Це перший український документальний фільм[5] про мотоподорож[6] західною Україною.
- Фільм виготовила та запустила компанія Red Glass Production[7], відома рекламними зйомками для відомих брендів та співпрацею з такими артистами, як Pianoбой, O.Torvald, LOBODA та іншими. Це перший кінопроєкт, яким займається команда Red Glass.
- Перший тизер фільму є також кліпом на пісню SashaBoole «Дорога»[8].

## Нагороди
- 2017 — Platinum award[9] / International Independent Film Festival (Los Angeles) [Архівовано 30 квітня 2017 у Wayback Machine.][10]
- 2017 — Best documentary / London Independent Film Awards [Архівовано 26 квітня 2017 у Wayback Machine.][11]
- 2017 — Remi Award / Worldfest — Houston International Film Festival [Архівовано 14 серпня 2018 у Wayback Machine.]
- 2017 — Berlin International Filmmaker Festival of the World 2017 — Official selection

## Трейлери
- Український трейлер-музичний кліп до фільму на сайті Vimeo
- Трейлер фільму з субтитрами англійською на сайті Vimeo
- Офіційний трейлер для кінотеатрів на сайті Vimeo